# Ophidiaster reyssi
Ophidiaster reyssi är en sjöstjärneart som beskrevs av Sibuet 1977. Ophidiaster reyssi ingår i släktet Ophidiaster och familjen Ophidiasteridae. Inga underarter finns listade i Catalogue of Life.